# Boxe pieds-poings

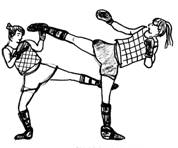
Femeninas en boxeo birmano o en boxeo tailandés.

En francés, se llaman boxe pieds-poings ("boxeo pies-puños"), desde los años 1980, los deportes de combate de percusión con guantes de boxeo que se desarrollan en un ring (o un practicable de alfombra) y que pertenece a la categoría de los boxeos deportivos. Utilizan, según el reglamento, las técnicas de pierna (patadas y rodillazos), las técnicas de brazo (puñetazos y codazos) y las técnicas de proyecciones.
Entre los más conocidos tenemos:
- las disciplinas americanas (boxeo americano) bajo tres formas principales:
  - el full contact kárate sin patadas por debajo del cinturón,
  - el kick boxing con patadas circulares en los muslos o kick boxing americano,
  - y el semicontacto o combate en los puntos (point fighting), una clase de kárate con guantes y zapatillas en espuma,
- el boxeo francés (savate), hoy llamado "Savate-BF",
- el kick boxing japonés: kick boxing con rodillazos directos, patadas circulares en los muslos (patada baja - low kick) y agarrados del tronco,
- y finalmente, dos superlativos de los boxeos, donde todo está permitido casi todo, el boxeo birmano (lethwei) y el boxeo tailandés (muay thai).